# Tituly a vyznamenání Lecha Wałęsy
Lech Wałęsa, polský politik, bývalý prezident Polska, zakladatel nezávislých odborů Solidarita a aktivista za lidská práva, obdržel během svého života řadu polských i zahraničních titulů a vyznamenání. Během výkonu funkce prezidenta v letech 1990 až 1995 byl také velmistrem polských řádů.

## Vyznamenání a ocenění
Kromě Nobelovy ceny za mír z roku 1983 obdržel Wałęsa řadu dalších mezinárodních vyznamenání a ocenění. Byl několikrát jmenován Mužem roku, a to například časopisem Time v roce 1981, časopisem The Financial Times v roce 1980 a The Observer v roce 1980. Byl také prvním oceněným Filadelfskou medailí svobody, kterou obdržel 4. července 1989. Ve stejném roce obdržel i Prezidentskou medaili svobody. Stal se také třetím cizincem a prvním člověkem, který nebyl v té době hlavou státu, který vystoupil v Kongresu Spojených států amerických. K jeho vystoupení došlo 15. listopadu 1989.
Dne 8. února 2002 reprezentoval Wałęsa Evropu na zahajovacím ceremoniálu XIX. Zimních olympijských her v Salt Lake City. Nastupoval po boku arcibiskupa Desmonda Tutua reprezentujícím Afriku, Johna Glenna za Ameriku, Kazujoši Funakiho za Asii, Cathy Freemanové za Oceánii, Jean-Michela Cousteaua za životní prostředí, Jean-Claude Killyho za sport a Stevena Spielberga za kulturu. O dva roky později 10. května 2004 bylo po něm pojmenováno mezinárodní letiště v Gdaňsku, Port Lotniczy Gdańsk im. Lecha Wałęsy. Jeho podpis byl začleněn do loga letiště. O měsíc později v červnu 2004 zastupoval Polsko na státním pohřbu Ronalda Reagana. Dne 11. října 2006 byl hlavním řečníkem při zahájení Mezinárodního dne lidské solidarity. Dne 25. dubna 2007 Wałęsa zastupoval polskou vládu na pohřbu Borise Jelcina.

### Polská vyznamenání

#### Velmistr polských řádů 1990–1995
- Řád bílé orlice
- Virtuti Militari
- Řád znovuzrozeného Polska
- Řád za zásluhy Polské republiky

### Zahraniční vyznamenání
- Belgie
  -  velkostuha Řádu Leopolda – 1991
- Brazílie
  -  velkokříž Řádu Jižního kříže – 21. března 1995 – udělil prezident Fernando Henrique Cardoso[7]
- Česko
  -  Řád Bílého lva I. třídy, občanská skupina – 1999 – udělil prezident Václav Havel[8]
- Dánsko
  -  rytíř Řádu slona – 16. července 1993[9][10]
- Dominikánská republika
  -  velkokříž se zlatou hvězdou Řádu Kryštofa Kolumba – 9. května 2001
- Estonsko
  -  Řád kříže země Panny Marie I. třídy s řetězem – 23. února 2006[11][12]
- Filipíny
  -  velkostuha Královského a hášimovského řádu perly – 2. února 2013
- Finsko
  -  velkokříž s řetězem Řádu bílé růže – 1993[13]
- Francie
  -  velkokříž Řádu čestné legie – 1991[14]
- Chile
  -  velkokříž Řádu za zásluhy
- Itálie
  -  velkokříž Řádu zásluh o Italskou republiku – 6. února 1991[15]
- Litva
  -  Hvězda litevského tisíciletí – 4. září 2008[16]
  -  velkokříž Řádu Vitolda Velikého se zlatým řetězem – Wałęsa dne 6. září 2011 odmítl tento řád z odůvodněním, že litevská vláda diskriminuje polskou menšinu v zemi[17]
- Maďarsko
  -  velkokříž Záslužného řádu Maďarské republiky – 1994
- Německo
  -  velkokříž Záslužného řádu Spolkové republiky Německa – 2009
- Nizozemsko
  -  velkokříž Řádu nizozemského lva – 2008
- Norsko
  -  velkokříž Řádu svatého Olafa – 1995
- Portugalsko
  -  velkokříž s řetězem Řádu svobody – 11. května 1993[18][19]
  -  velkokříž s řetězem Řádu prince Jindřicha – 18. října 1994[18][19]
- Rumunsko
  -  Řád rumunské koruny I. třídy – 2014[20]
- Spojené království
  -  čestný rytíř velkokříže Řádu lázně – 1991[21]
- Spojené státy americké
  -  Prezidentská medaile svobody – 13. listopadu 1989 – udělil prezident George H. W. Bush[3]
- Švédsko
  -  Řád Serafínů – 16. září 1993
- Turecko
  -  Řád Turecké republiky – 14. července 1994[22]
- Ukrajina
  -  Řád knížete Jaroslava Moudrého II. třídy – 31. srpna 2005 – udělil prezident Viktor Juščenko za mimořádný osobní přínos k rozvoji svobody a demokracie ve střední a východní Evropě, za významnou osobní roli v podpoře demokratických procesů na Ukrajině a za posílení oboustranných ukrajinsko-polských vztahů[23]
- Uruguay
  -  Medaile Republiky Uruguay – 23. února 1995[24]
- Vatikán
  -  velkokříž s řetězem Řádu Pia IX. – 1991
- Venezuela
  -  Řád Francisca de Mirandy I. třídy – 1989
- Východní Timor
  -  velkokříž s řetězem Řádu Východního Timoru – 2010[25]

### Ostatní ocenění
- Nobelova cena za mír – 5. října 1983[1]
- Cena Václava Havla za lidská práva – 11. května 1989[26]
- Cena Galilea 2000 – 3. července 2007
- Plaketa Ernsta Reutera – 9. června 2009[27]
- Cena svobody Atlantické rady – 8. listopadu 2009[28]
- Medaile 65. výročí konce druhé světové války – Izrael, 22. prosince 2010[29]
- Medaile 65. výročí povstání ve varšavském ghetuu – Izrael, 22. prosince 2010
- Evropská cena svatého Oldřicha – 24. června 2011[30]

## Čestná občanství
- čestný občan Turína – 1982[31]
- čestný občan Reggio Emilia – 1984
- čestný občan Ósaky[32]
- čestný občan Borne Sulinowa
- čestný občan Będzinu
- čestný občan Bělostoku – 1990[33]
- čestný občan Radomi – 1990
- čestný občan Krakova – 24. srpna 1990[34]
- čestný občan Mielece – 31. října 1990
- čestný občan Zamośći – 19. listopadu 1990[35]
- čestný občan Łukówa – 10. listopadu 1995
- čestný občan Gdyně – 20. prosince 1995[36]
- čestný občan Sopot – 21. prosince 1995[37]
- čestný občan Gdaňsku – 24. dubna 1997
- čestný občan Łęczyce – červen 2004
- čestný občan Kościerzyne – 6. června 2005[38]
- čestný občan Brzegu Dolného – 23. června 2005[39]
- čestný občan Vratislavi – 24. června 2005
- čestný občan Varšavy – 21. května 2007
- čestný občan Zelené Hory – srpen 2008[40]
- čestný občana Štětína – 8. září 2008
- čestný občan Opolí – 2009
- čestný občan Puław – 3. června 2009[41]
- čestný občan Terespolu – 22. srpna 2009[42]
- čestný občan  Mławy – 16. listopadu 2009[43]
- čestný občan Poznaně – 18. listopadu 2009
- čestný občan Darłowa – 3. března 2010[44]
- čestný občan Ustrzyki Dolne – 10. července 2010
- čestný občan Kujavsko-pomořského vojvodství – 19. října 2010[45]
- čestný občan Elblągu – 27. října 2011
- čestný občan Londýna – 1991
- čestný občan Buffala[32]

## Akademické tituly

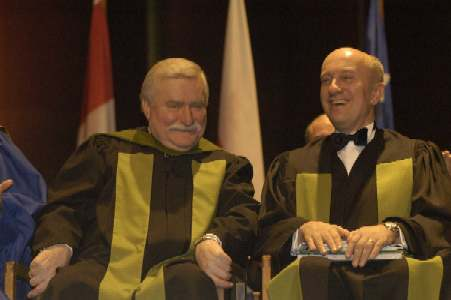
Lech Wałęsa (vlevo) získává čestný titul Université du Québec à Trois-Rivières, listopad 2005

Wałęsa obdržel více než 100 čestných akademických titulů polských i zahraničních vysokých škol.
- Universidad de Mendoza, Mendoza – 1997
- Universidad del Salvador, Buenos Aires – 1997
- Katolická univerzita v Lovani, Lovaň – 1981
- Pontificia Universidad Católica Madre y Maestra – 2001
- Univerzita svatého Tomáše, Manila – 26. listopadu 2012[48]
- Pařížská univerzita – 1983
- Chilská univerzita, Santiago de Chile – 1995[49]
- Univerzita Meidži, Tokio – 1997
- Korejská univerzita, Soul – 1997
- Legum Doctor na McMaster University, Hamilton – listopad 1989
- Simon Fraser University, Britská Kolumbie – 1989
- Université du Québec à Trois-Rivières, Trois-Rivières – 28. listopadu 2005 – za jedinečný způsob života, za jeho odhodlání a účast na rozvoji demokracie
- Universidad Anáhuac México Sur, Ciudad de México – 1996
- Limská univerzita, Lima – 21. června 2007
- Univerzita Mikoláše Koperníka, Toruň – 1. října 1990[50]
- Opolská univerzita, Opolí – 10. března 2011[51]
- Gdaňská univerzita, Gdaňsk – 20. března 1990
- doktor filozofie na Londýnské metropolitní univerzitě, Londýn – 8. prosince 2009 – za mimořádný přínos k mezinárodním vztahům v Evropě a na celém světě[52]
- doktor práv na University of Dundee, Dundee – 13. července 1984[53]
- University of Hawaiʻi at Mānoa, Honolulu – 1999
- Litterarum humanarum doctor na Central Connecticut State University, Hartford – 10. dubna 1996
- Kolumbijská univerzita, New York – 1981
- doktor práv na Fordham University, New York – 20. května 1984
- Gannon University, Erie – 1999
- Harvardova univerzita, Cambridge – 14. dubna 1983 – tento titul mu však nikdy nebyl předán[54][55][56]
- doktor práv na Lawrence University, Appleton – 15. října 2001
- Lewis & Clark College, Portland – 2000
- Litterarum humanarum doctor na Lewis & Clark College – 6. května 2001[57]
- Lynn University – 11. prosince 1998
- MacMurray College, Jacksonville – 1982
- doktor práv na Marquette University, Milwaukee – 2. března 2004[58]
- Litterarum Doctor na Middlebury College, Middlebury – 21. května 2000
- doktor práv na Nasson College – 7. června 1982[59][60]
- Providence College, Providence – 1981
- Ramapo College, Mahwah – 3. října 2001[61][62]
- St. Ambrose University, Davenport – 14. května 2001
- doktor práv na Seton Hall University – 1982
- Springfield College – 1982
- doktor práv na University of North Carolina at Charlotte, Charlotte – 14. prosince 2002[63]
- University of Notre Dame – květen 1982
- University of Oregon – 2001
- University of West Florida – 31. března 2006
- Westminster College – 1998
- Evropská madridská univerzita, Madrid – 28. ledna 2011[64]